# 閃光華るびくら
『閃光華るびくら』（せんこうかるびくら）は2001年から2003年にかけてエニックス（現スクウェア・エニックス）の月刊Gファンタジー（平成13年4月号～平成15年11月号）に連載された見田竜介の漫画作品で、月刊少年ガンガンで連載されていた『朱玄白竜るびくら』の続きとして描かれたものである。

## ストーリー
ベルリヒト大陸に人類の天敵"兜虫"が突如出現した。兜虫に生贄を与え続ける事により生き長らえる"帝刻軍"に両親を殺され、妹を攫われた"愚か者"と呼ばれる少年ルビは兜虫を切る事が出来る魔剣「青龍」を携え、"反逆者"と呼ばれる少女ぱくら他仲間達と共に兜虫と帝刻軍へ立ち向かう。

## 登場人物
（）内の声優名はドラマCD版のキャストである。
ルビ・クリシュラ（声：保志総一朗）
反乱軍として帝刻軍に立ち向かう15歳の少年。両親の仇である帝国軍と兜蟲を滅ぼし、妹を奪還を目指す。人間離れした反射神経を持ち高速移動をする事ができる"青龍"の戦士で、その証である角は青龍の使用時には伸張する。ぱくらの「運命の人」らしい。
青龍の使用を続ける度に人としての感覚を失っていく故、作中中盤から既に兜蟲以外の物を口にできなくなっており、いずれ兜蟲が消え去れば、自分も消えるのだとぱくらに伝え、ぱくらの好意を受け止めきれずにいた。しかし朱雀がぱくらを天へと連れ去り、更に帝刻軍の策略で4人はバラバラとなってしまい、絶望の淵に立たされるが、ギャラの説教を思い出し、朱雀にぱくらを守ると誓い彼女を取り戻し、零兜蟲との戦いに挑む。
ぱくら・るうく（声：三石琴乃）
幼い時から世界を救うために育てられた14歳の少女。わけあって究極の力「朱雀」を隠し持っている。跳飛術と治癒魔法を使う。祖母のぱぴらに言われ、「運命の人」を探す旅に出る。その運命の人はルビらしい。
破壊の力を宿す故に村の長老たちから大切にされていて、それを気に入らない同年代の子供たちからはいじめられ続けていて、ルビ達と出会うまでは友達もなく、いつも一人隠れ家で泣いていた過去を持つ。そして「朱雀」を制御しきれず、村と自分の両親を焼いてしまい、その事実から逃げてしまう。許されるためには、世界を救わねばならないと思うようになり、祖母の予言のもと、「運命の人」を探す旅に出る。
ゲッソ（声：松本保典）
緑色の謎の生物。ギャラとは犬猿の仲で、出会い当初からソリが合わない。戦闘には参加しない主義で、戦いのほとんどでは後方で隠れているだけである。「玄武」を呼び出す能力を秘める。
正体は人間と兜蟲の間に生まれた存在。母親はゲッソ出産後に自殺、父親も姿を消したらしい。その出自と外見故に人間から疎まれ続け、自分が「人間」であることを証明するために、零兜蟲との戦いへと赴く。また、ルビには「自分の正体が兜蟲ならば切ってほしい」という約束をしていた。
いつも戦いから逃げ続けていたが、意外にも4人の中で最初に、麗裸の特訓3日目にして「玄武」の召喚に成功しており、以後は前線で活躍する。
ギャラ・デ・フィラントロ（声：遠近孝一）
15歳。フィラントロ家の御曹司でルビの親友。左手に装備した「白虎」は兜蟲を一撃で屠る。旅に出る目的はフィラントロ家の掟で15歳になったら修行の旅に出るという掟がある。ルビとは本編の3年前に出会い、共に旅をしていた。
第2部では当初、司法試験を受けるために家に帰っていたが、試験に落ちたためにすぐにルビたちのあとを追いかけ、ルビ達と合流する。ぱくらの祖母から「四鬼獣」のことを教わるも、4人の中でただ1人「白虎」を召喚できずに苦悩する。
その理由はフィラントロの両親が長男を亡くしたあと、次男を守るための隠れ蓑に買われた名もなき孤児で、実際はフィラントロの血をひく者ではなかったためである。
事実を知り、一人戦いから逃げ出してしまい自らの存在理由に悩むが、6人で埋めたタイムカプセルのルビからの手紙を読み、血筋も戦いの腕前も関係なく、ルビはギャラがギャラだから好きになったのだと知り、自らの存在を肯定する。再び戦いへ赴き、ルビ達の窮地を救う。
ルキュア
12歳、ルビの妹。予知夢の能力を持ち、その能力を利用する為に3年前帝刻軍に拉致され、通称「寵子園（リュシエン）」と呼ばれる、帝刻軍の南キヒリ沿岸の藍鳳城に監禁されている。元は儚げな感じの妹だったが、自らの地位を利用して安月給の上等兵を扱き使っている。
儚げなイメージだがそれはルビのフィルターを通してのイメージらしく、小さい頃はルビの方が彼女よりも泣き虫だったらしい。そして兄と同じく3年の間に、ずぶとく強かに生き抜くための力をつけた。
麗裸の藍鳳城襲撃の際に「ルビとの和解」のために連れ出され、兄と再会し、しばらく行動を共にする。最終決戦前にサザ博士の元へ預けられた。ルビとぱくらの仲は認めているようで、二人きりになれるように根回しもしている。ちなみに強かな性格は兄に知られたようだ。
サザ博士
兜蟲の倒し方を知る男。自らの研究所で食人植物に愛称を付けて育てている。訪ねてきたルビ達に零兜蟲の情報と「閃光華」の鉢植えを与える。
最終決戦前にルビ達からルキュアを預けられ、食人植物を人質（植質？）にされて、あれこれ世話を焼かされる。菓子作りが得意のようで、ルキュアに度々作らされていた。
麗華
ロキェの恋人だった盲目の少女で、ブリティッシュの妹。ロキェの子を妊娠していたが出産前に兜蟲に殺害される。名前の無かった麗裸は、彼女とロキェの生まれるはずだった子供の名前を付けられた。
ぱぴら・るうく
ぱくらの祖母。魔操法伝承の村（パリツヴァイノルノ）に住む世界一の予言賢者。ぱくらを「運命の人」を探す旅に出させた。
ギャラの父
フィラントロ家当主。息子のギャラを溺愛していて、本人は厳しくしているつもりでも「メロンは20個まで」「夕食のビフテキは20枚まで」と非常に甘い。
だがその愛情も、残された実子のロビンを守るために必死で取り繕っていたものでしかなく、ギャラに掟を言い繕い年中家を空けさせ、名前もただ「金で買ったから」という理由でつけられた。
ギャラの母
息子ギャラを異様に溺愛している。だがその愛情も夫同様に、必死に取り繕っていたものにすぎなかった。
四彩老師
魔操法伝承の村（パリツヴァイノルノ）の4人の老人。魂が体から離れていなければ彼等の回復魔法で治療することができる。
ブリティッシュ・ゼネガルト
麗華の兄。ロキェと共に革命騎士を名乗っていた。愛機セリーヌで兜蟲と戦う。自らの元に訪れた麗裸を過去に自分とロキェが革命を誓った場所へと案内し、革命騎士と呼ばれていた頃のロキェの過去を語る。
ビクトリフ・デ・フィラントロ
13年前に殺害された本物の"白虎使い"。帝刻軍の計画である「終幕祭」を妨害する者として予言された「四鬼獣」の一人で、反乱軍の先鋒に立ち、白虎を召喚して戦っていた。しかしジョーカーによって予言が現実のものとならぬように殺害された。
反乱軍側だったフィラントロ家は彼を亡くして窮地に立たされ、幼い次男まで失う訳にはいかなかったために、隠れ蓑として赤子のギャラを買った。
ロビン・デ・フィラントロ
フィラントロ家の次男、15歳。ギャラには彼の存在が隠されていた。

### 帝刻軍
キリヒト・ノア
帝刻軍皇帝。自分と自分に従う者たちだけを救う「終幕祭」を計画しており、これを阻む「四鬼獣」を狙っており、既に白虎を葬っている。策略を巡らせて計画の完遂を目指すが、麗裸率いる寵子園出身者の襲撃が行われ、麗裸と対峙し、敗北する。
麗裸（レイラ）・スクリプトル
帝刻軍金鳳区（第一部隊）第三少佐。女性と見紛う程に見目麗しい褐色の肌をした少年。ルビと同じくロキェに師事していた。だがルビによりロキェが殺害された時、彼の髪は白くなった。青龍の弟分の剣「緋竜」を持ち、ルビと同様に角を生やしている。「超人少年（チルドニクス）養殖機関寵子園（リュシエン）」の出身で、戦闘能力が非常に高い。昔は親に捨てられた名前のない孤児でロキェに拾われる際、生まれることができなかったロキェと麗華の子供の名前から与えられた。
偶然にもルビと出会うが、後にプッチェに与えられた情報から、ルビがロキェ殺害の当事者と知り、ルビを絶望の淵へ落とすためにギャラの命を狙う。だが朱雀の出現により一時休戦。戦いの中で聞いたルビの問いかけの答えを知るために、ロキェの友人であるブリティッシュに会いに行く。ロキェの本当の願いを悟り、ルキュアが囚われていた藍鳳城を襲撃、ルビとの和解のためのきっかけとしてルキュアを連れ出す。その後ルビと和解し、「四鬼獣」と予言されているルビ達を鍛え上げ、自らは帝刻軍の親玉である皇帝を倒すとして、ルビ達と別れる。物静かに見えるが実のところ年相応に口が悪く、特訓方法もスパルタ。ルビと違いそちら方面も割と進んでるようで、ぱくらの想いにも気づいており、ルビにも「もう一線を越えたのか」と率直に聞いている。
寵子園にいた頃は理不尽な体罰から仲間を守り続けていたようで、皇帝討伐の際には出身者全員が彼と共に戦いに参加している。
ロキェ・ブランクス（声：置鮎龍太郎）
元反乱軍の美形剣士。ルビへ青龍を与えたが、恋人であった麗華を兜蟲に殺害され、帝刻軍へ入隊し紫鳳将軍となる。親に捨てられた少年に麗裸という名を付け、帝国軍人として育て、緋龍を与えた。3年後、紫鳳将軍としてルビと対峙し、敗北。遺骨は金鳳城に保管されているが、魂は麗華の元にいる。
ソゾ博士
諜報部。サザ博士と瓜二つの姿をしているが作品中で関係は明かされなかった。髪にトーンが貼ってあることから、第2巻表紙にいるデフォルメキャラの緑の髪がソゾ博士と思われる。
プッチェ
帝刻軍の少女。麗裸、ミリトリクと同じ寵子園出身。関西弁で喋り、麗裸ともある程度親しいようだ。麗裸の皇帝討伐の際にも参加している。
ミリトリク
帝刻軍の少女。麗裸、プッチェと同じく寵子園出身。非常に無口で、作中ではセリフが一言もない。麗裸の皇帝討伐の際にも参加している。腕は義手のようで、銃のようになっている。

#### 青鳳城
青鳳将軍グッチェⅢ世
青鳳城の城主。四塊青鳳をルビ達へ刺客として送り込み、自らその様子を偵察する。
アニー
偵察兵、オトクェの上司。
オトクェ
偵察兵、将軍からはアニーよりも信用されている。
四塊青鳳
下記の2人の他、鎧と一緒に丸くなって体当たりする「鐘丸塊」を使う小男と巨大な手で押しつぶす「掌剛塊」を使う大男がいる。
紅蘭
四塊青鳳唯一の女性隊員、毛玉の様な動物をぶつける技「筝獣塊」を使う。
スティルツィン
オネエ言葉を使う男、指に付けた蜘蛛の様なものから糸を吐く技「戯虫塊」を使う。

#### 藍鳳城
軍曹
しばしばルキュアの策略で上等兵を殴っている。
上等兵
安月給。ルキュアに自腹で甘いもの（ケーキ、マンゴープリンなど）を買わされたり、足裏マッサージを強いられている。逆らうとルキュアの嘘泣きによって、軍曹に殴られる。

#### 金鳳城
葬竈騎士団（ナイツ・オブ・レンジ）
四鬼獣から金鳳城を護るために組織された。金鳳城から出てはならない筈だったが、4人の瞳孔資料回収の使命のためにルビ達の前に現れ戦う。
シドー・ラダ少将
ブリツァブ
ジョーカー・ジョブリエル
本物の"白虎使い"ビクトリフ・デ・フィラントロを殺しており、4人の中でただ一人、ギャラが本物の「四鬼獣」でないことを見抜き、ギャラを戦線離脱させる原因となる。後に戦線復帰したギャラと対峙し、敗北する。

## キーワード
- 兜蟲（かぶとむし）

物語の20年前、森林伐採による自然破壊が叫ばれる中に突如出現した、人間だけを追い、人間だけを捕食する人類の天敵。
鋼鉄の皮膚を持ち、通常、戦車砲で何度も外から衝撃を与える"撲殺"の形でしか殺す事はできない。一日に80万匹の兜蟲が女王兜蟲により産み落とされる。ある一匹の兜蟲「零兜蟲」の送る信号に無条件で従う。
その正体は、食物連鎖の最下層に存在した「植物」。自然破壊による自らの絶滅を防ぐために、手と足を手に入れて、頂点に立っていた人間を食らうようになった。
- 青龍（せいりゅう）

それを抜く度に、兜蟲を倒すのに不必要な人間の視覚触覚聴覚、五感全てを失い、ついには兜蟲を食べる事でしか生きられない兜蟲の天敵に成り果ててしまう魔剣。使わない時は小さく折り畳まれる。剣が発熱して硬度を下げた後に分厚く変形した刃を叩き込むことで兜蟲の皮膚を切り裂く事ができる。
竜砲「青龍咆哮」を放つ事が理論的に可能だが、麗裸に教わるまでルビは知らなかった。弟剣として「緋龍」が存在する。
ルビはロキェからこの剣を託されているが、ロキェがどこで手に入れたものかは明らかになっていない。
- 緋龍（ひりゅう）

麗裸が持つ剣で、青龍の弟分にあたる剣。青龍と同じく魔剣で、麗裸の額にもルビと同じく角が生えている。麗裸もルビと同じく、ロキェからこの剣を託されている。青龍と同じような副作用があるかどうかは不明。青龍に比べると細身の一部が湾曲している長剣。
- 帝刻軍（ていこくぐん）

価値のない人間を兜蟲に差し出して、滅びの日を少しでも先延ばしにする延命思想に基づいた軍隊。各地で生贄狩りを行う。
- 四鬼獣（しきじゅう）

古文書に予言された土塊の悪魔（＝兜蟲）を滅ぼすため生を受ける存在で、天翔ける破壊獣"朱雀"、牙神"白虎"、鉄王斎"玄武"、守護太子"青龍"から成り立つ。
"伝説の勇者"、"暁雲の四導師"とも呼ばれる存在で、帝刻軍では長年「世の統率者に災いともたらす者たち」と予言され恐れられており、帝刻内では彼らを倒すために様々な討伐部隊が何年も前から育成されてきたという。麗裸達寵子園の精鋭も四鬼獣討伐が最終目標だと教えられてきた。
- 寵子園（リュシエン）

正式名称は「超人少年（チルドニクス）養殖機関寵子園」。麗裸やプッチェ、ミリトリクの出身地で、麗裸のような孤児を初めとする314人の子供を兵士として育成していた機関。出身者たちは全員高い戦闘能力を持つが、理不尽な体罰など扱いは悪く、麗裸が反旗を翻した際には出身者全てが麗裸の元に集い、皇帝討伐に参加した。
- 閃光華（せんこうか）

サザ博士がメグライアンと愛称を付けてルビ達に渡した食人植物。花言葉は"たとえ一瞬で燃え尽きても後悔しない想い"。この植物の成分と属性が兜蟲とまったく同じ物で、たとえ兜蟲がいなくなっても、ルビのために世界中の人々がこの花を植え続けていけば、ルビは生きていくことができる。
- 終幕祭（しゅうまくさい）

帝刻軍皇帝キリヒト・ノアが計画した、選ばれた人間だけが生き残る計画。表向きは「生贄制度に反発する反乱軍が、兜蟲との闘争を深め、ついには逆鱗に触れた地上全ての兜蟲による大暴走が始まる日」と説いていたが、実際は皇帝とごく少数のみの人間が地下に潜り、残された地上の人間たちは兜蟲に食われ絶滅し、糧となる人間を失った兜蟲も絶滅するというもの。
この計画完遂のためには四鬼獣の存在が邪魔であり、皇帝は策略を巡らせ四鬼獣を倒そうとしており、作中では13年前に本物の白虎の抹殺に成功している。

## 単行本他
Gファンタジーコミックス

出版社: スクウェア・エニックス
- 第1巻 ISBN 4757505930
  - 第1話：愚か者と呼ばれる少年
  - 第2話：サザ博士のお家。
  - 第3話：雨の遺跡の炎の傍のコト
  - 第4話：ルビ辿る先
  - 第5話：魔剣“青龍”
  - 第6話：再会のリズム♪
  - 第7話：大切なもの
- 第2巻 ISBN 4757507712
  - 第8話：持って逝かせてやる。
  - 第9話：交わりを呼ぶ夜
  - 第10話：申し子ふたり
  - 第11話：空に棲む彼女
  - 第12話：魔法村の夕焼け
  - 第13話：体と心
  - 第14話：願い。
- 第3巻 ISBN 4757509375
  - 第15話：通称“寵子園”
  - 第16話：空。
  - 第17話：その場所にある声
  - 第18話：かぶとむし
  - 第19話：葬竈騎士団
  - 第20話：四鬼獣
  - 第21話：裏切り者と偽物の約束
  - 第22話：夢
- 第4巻 ISBN 4757511108
  - 第23話：偽りの詩
  - 第24話：別れの詩
  - 第25話：恋の詩
  - 第26話：月の詩
  - 第27話：ともだちの詩
  - 第28話：たいせつな詩
  - 第29話：布切れの詩
  - 第30話：産の詩
  - 最終話：みんなの詩
- ドラマCD
  1. ACT1.「託された者達の宿命」
  2. ACT2.「交差する運命」
  3. ACT3.「4人の焦点」
  4. ACT4.「月夜の決戦」
  5. ACT5.「一閃」
  6. ACT6.「重なる手」
  7. 願い。(YUKIE)
  8. ACT7.「約束の詩」
  9. ボーナストラック

## スタッフ
- 見田竜介

- 木花桵
- 坂瓜宏之
- みたこうすけ
- 山本信也
- コンスコン=内山田